# Pekka Airaksinen
Pour les articles homonymes, voir Airaksinen.
Pekka Airaksinen est un compositeur finlandais de musique électronique né le 21 août 1945 à Helsinki et mort le 6 mai 2019.

## Biographie
Pekka Airaksinen forme son premier groupe, The Sperm, dans les années 1960. Il mélange alors de la musique d'avant-garde avec le free jazz et la pop psychédélique. Leurs concerts étaient adjoints d'art performance conflictuel, qui aboutit à l'interpellation de deux membres pour des simulations de coïts et des tournages de films pornographiques.
À la suite de la séparation de The Sperm au début des années 1970, Airaksinen se tourne vers le bouddhisme et cesse de faire de la musique. Il y revient vers le milieu des années 1980 avec son album Buddhas of Golden Light, qui mélangea free jazz et percussions d'une boîte à rythmes Roland TR-808.
Dans les années 1990, Airaksinen fonde le label Dharmakustannus, sur lequel il produit de nombreux CD et CD-R. Les styles musicaux de ces productions s'étendent du new age à la musique improvisée, en passant par l'ambient, la house et le jazz.